# Blue Origin
Blue Origin är ett rymdfärdsföretag startat år 2000 av Jeff Bezos. Företaget har det kortsiktiga målet att göra det billigt att kunna transportera människor högt upp i jordens atmosfär för att rekreativt uppleva tyngdlöshet. För detta ändamål utvecklade Blue Origin den lilla enstegsraketen New Shepard. Samtidigt pågår utvecklingen av den större bärraketen av Heavy-klass, New Glenn.
Grundaren Jeff Bezos har också ett flertal gånger nämnt att företaget arbetar med en framtida raket, New Armstrong, som är tänkt att vara bland de mest kapabla raketerna i världen och ska kunna tävla med NASA:s och SpaceX Super Heavy-klass-raketer.
Blue Origin har också utvecklat ett förslag till månlandare, Blue Moon.